# Deltebre I
Deltebre I és un jaciment arqueològic corresponent al derelicte d'un vaixell de transport militar d'una flota anglesa que, junt amb alguns altres vaixells del mateix comboi, es va enfonsar al delta de l'Ebre, en el marc del conflicte bèl·lic de la Guerra del Francès, l'estiu de 1813.
Aquest vaixell formava part del comboi militar que actuà en el setge de Tarragona. La presa i la defensa de la ciutat de Tarragona eren l'objectiu de l'expedició marítima, organitzada pel lloctinent general, John Murray i dirigida pel contraalmirall Hallowell. Es pretenia dividir la península en dues parts i aturar el subministrament francès, per tal de trencar les línies de defensa franceses i obligar el mariscal Suchet a retirar-se de la línia del Xúquer i València. Aquesta operació constituïa una peça clau en el moviment estratègic de la guerra a l'est peninsular, que havia d'acompanyar una gran ofensiva aliada dirigida pel comandant general Lord Wellington.
La flota militar estava formada per diversos vaixells HMS (His/Her Majesty's Ship) de l'armada anglesa i altres que transportaven material bèl·lic i d'avituallament. L'atac fou un fracàs i, durant la retirada, una sèrie de vaixelles de transport van quedar embarrancats per un temporal a les goles de l'Ebre. Les fonts parlen d'un total de divuit embarcacions que van encallar, tretze de les quals van ser recuperades. Per tant, van quedar cinc vaixells perduts a l'Ebre amb la seva càrrega militar. Un d'aquests és el Deltebre I.
Dos segles després, el 2008, un pescador local, el Sr. Carles Somolinos, va comunicar al Departament de Cultura de la Generalitat de Catalunya la troballa d'aquest vaixell. El Centre d'Arqueologia Subaquàtica de Catalunya ha estat l'encarregat de la seva excavació i estudi.